# Carl Zibung
Carl Melchior Zibung (* 1930; † 29. Oktober 1998) war ein Schweizer Journalist.

## Leben
Zibung wuchs in Luzern auf. Sein Vater war während des Zweiten Weltkriegs arbeitslos, daher wurde ihm aus finanziellen Gründen kein Studium vergönnt. Doch er machte das Eidgenössische Fähigkeitszeugnis als Kaufmann.
1952 wurde Ziburg „Aufnahmeleiter und Regieassistent beim Schweizer Fernsehen“ (SF), als dieses noch in der Versuchsphase war; Zibung half beim Aufbau der organisatorischen Struktur des SF mit, bei der Übertragung der Fußball-Weltmeisterschaft 1954, bei Europas erster Direktübertragung aus dem Gebirge (Skirennen) durch das SF und 1957 bei der Direktübertragung einer Matterhorn-Besteigung.
Für zahlreiche SF-Sendungen führte Zibung Regie; er arbeitete und leitete teilweise u. a. die Programme Antenne, das Freitags-Magazin, Karussell, und wirkte bei „Portraits von Persönlichkeiten aus Kultur und Politik“ mit. Er wurde „Redaktionsleiter Dokumentarfilme“ des SF.
In den 1960er Jahren wurde er „Chef der club68-Redaktion“, einer Schweizer Schwulenorganisation.
„Ab 1991 war Carl Zibung beim Aufbau und 1993 an der Gründung des schweizerischen Schwulensekretariats Pink Cross beteiligt.“ 1993 war er zudem Mitbegründer des Vereins Schwulenarchiv Schweiz und förderte Ausstellungen im In- und Ausland zum Thema Homosexualität, wobei er Karl-Heinz Steinle unterstützte.